# Carme-gruppen
Carme-gruppen er en underinddeling af planeten Jupiters måner: Den er opkaldt efter dens største "medlem"; jupitermånen Carme, og de øvrige 16 medlemmer har omløbsbaner der liger denne månes bane. Gruppen omfatter følgende måner:
- Aitne
- Arche
- Erinome
- Eukelade
- Chaldene
- Isonoe
- Kale
- Kallichore
- Kalyke
- Pasithee
- S/2003 J 5
- S/2003 J 9
- S/2003 J 10
- S/2003 J 17
- S/2003 J 19
- Taygete

Månen S/2003 J 10 falder lidt udenfor gruppen med en excentricitet på 0,4295, hvor de øvrige medlemmers baneexcentricitet ligger mellem 0,24 og 0,31. Et af de fælles træk ved disse måner er, at de følger en retrograd omløbsbane, dvs. de bevæger sig populært sagt den "gale vej rundt" om Jupiter. Den Internationale Astronomiske Union har vedtaget, at alle jupitermåner med retrograd omløbsretning skal have navne der ender på bogstavet e.